# Мартин, Педро

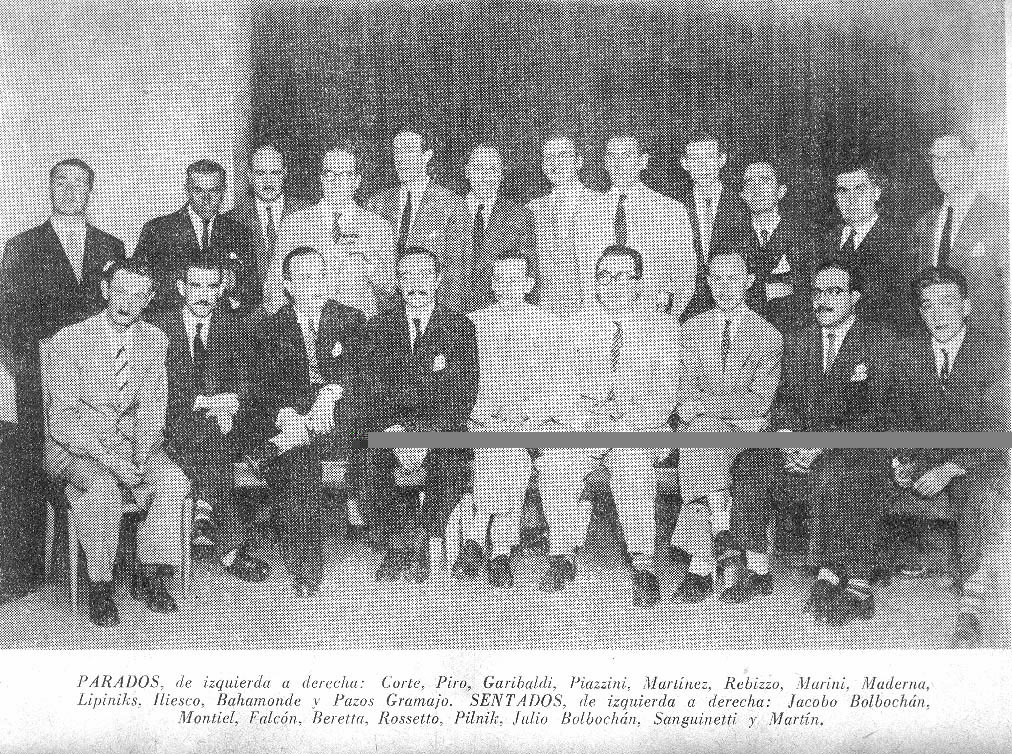
Чемпионат Аргентины по шахматам (1946 г.). Сидят (слева направо): Хак. Болбочан, Монтьель, Э. Фалькон, Беретта, Россетто, Пильник, Хул. Болбочан, Рен. Сангинетти, Мартин. Стоят (слева направо): Корте, Пиро, Гарибальди, Пьяццини, Х. Э. Мартинес, Ребиццо, Марини, Мадерна, Липиникс, Илиеско, Баамонде, Пасос Грамахо

Педро Мартин (исп. Pedro Martín, 15 июля 1932 — февраль 1973) — аргентинский шахматист, национальный мастер.
Неоднократный участник чемпионатов Аргентины.
В составе сборной Аргентины участник матча со сборной СССР (Буэнос-Айрес, 1954 г.). Изначально был заявлен на матч в качестве запасного участника, однако после поражения К. Мадерны в 1-м туре заменил его на 8-й доске и трижды сыграл вничью с гроссмейстером Е. П. Геллером.
Участник ряда международных турниров. Лучший результат — 3-е место (за Э. Россетто и Э. Элисказесом) в Барилоче (1953 г.).
Представлял Аргентину в зональном турнире 1951 г. и Панамериканском чемпионате 1958 г.
Известен также благодаря инциденту, произошедшему во время чемпионата Аргентины 1954 г. Мартин подрался с судьей, вследствие чего был дисквалифицирован федерацией на год. В знак протеста против решения федерации 12 участников чемпионата вышли из турнира. Турнир был признан несостоявшимся.

## Спортивные результаты
| Год  | Город          | Соревнование                     | + | − | =  | Результат | Место |
| ---- | -------------- | -------------------------------- | - | - | -- | --------- | ----- |
| 1946 | Буэнос-Айрес   | Чемпионат Аргентины              | 4 | 4 | 12 | 10 из 20  | 10    |
| 1947 | Буэнос-Айрес   | Чемпионат Аргентины              |   |   |    |           | [ 3 ] |
| 1949 | Мар-дель-Плата | Международный турнир             | 4 | 6 | 7  | 7½ из 17  | 11—13 |
| 1950 | Мар-дель-Плата | Международный турнир             | 5 | 5 | 7  | 8½ из 17  | 12    |
| 1951 | Мар-дель-Плата | Зональный турнир                 | 5 | 5 | 12 | 11 из 22  | 11—12 |
| 1953 | Барилоче       | Международный турнир             | 3 | 0 | 6  | 6 из 9    | 3     |
| 1954 | Буэнос-Айрес   | Матч Аргентина — СССР (запасной) | 0 | 0 | 3  | 1½ из 3   |       |
|      | Буэнос-Айрес   | Чемпионат Аргентины              |   |   |    |           |       |
| 1955 | Буэнос-Айрес   | Международный турнир             | 4 | 5 | 8  | 8 из 17   | 10—12 |
| 1958 | Богота         | Панамериканский чемпионат        |   |   |    |           | [ 7 ] |